# Championnat du Bangladesh de football
Le Premier League du Bangladesh (BPL) est une compétition placée sous l'égide de la Fédération du Bangladesh de football. La compétition regroupe les onze meilleures formations du pays au sein d'une poule unique où elles s'affrontent à deux reprises, à domicile et à l'extérieur. Le vainqueur du championnat se qualifie pour la Coupe de l'AFC.

## Histoire
Le premier championnat de dimension nationale, la National League, est instauré lors de la saison 2000. Auparavant, la Dacca League, compétition qui regroupe les meilleurs clubs de la capitale, est la compétition la plus relevée du pays. La National League regroupe les meilleurs clubs de Dacca et les champions régionaux, qui s'affrontent en poules avant une phase finale à élimination directe (excepté lors de l'édition inaugurale, où les quatre meilleurs se rencontrent au sein d'une poule).
Un championnat professionnel national, la B-League, est mis en place à partir de 2007, sous forme d'une poule unique, de matchs aller-retour et avec un système de promotion-relégation.

## Palmarès

### Dacca League
- 1948 : Victoria SC
- 1949 : East Pakistan Gymkhana
- 1950 : Dacca Wanderers
- 1951 : Dacca Wanderers
- 1952 : Bengal Government Press
- 1953 : Dacca Wanderers
- 1954 : Dacca Wanderers
- 1955 : Dacca Wanderers
- 1956 : Dacca Wanderers
- 1957 : Mohammedan SC
- 1958 : Azad Sporting
- 1959 : Mohammedan SC
- 1960 : Dacca Wanderers
- 1961 : Mohammedan SC
- 1962 : Victoria SC
- 1963 : Mohammedan SC
- 1964 : Victoria SC
- 1965 : Mohammedan SC
- 1966 : Mohammedan SC
- 1967 : East Pakistan IDC
- 1968 : East Pakistan IDC
- 1969 : Mohammedan SC
- 1970 : East Pakistan IDC
- 1971 : Non terminé
- 1972 : Non terminé
- 1973 : Bangladesh IDC (BJMC ?)
- 1974 : Abahani KC
- 1975 : Mohammedan SC
- 1976 : Mohammedan SC
- 1977 : Abahani KC
- 1978 : Mohammedan SC
- 1979 : BJMC (Bangladesh Jute Mill Corp.)
- 1980 : Mohammedan SC
- 1981 : Abahani KC
- 1982 : Mohammedan SC
- 1983 : Abahani KC
- 1984 : Abahani KC
- 1985 : Abahani KC
- 1986 : Mohammedan SC
- 1987 : Mohammedan SC
- 1988/89 : Mohammedan SC
- 1989/90 : Abahani KC
- 1991 : Non disputé
- 1991/92 : Abahani KC
- 1993 : Mohammedan SC
- 1994 : Abahani Limited
- 1995 : Abahani Limited
- 1996 : Mohammedan SC
- 1997/98 : Muktijoddha Sangsad KC
- 1999 : Mohammedan SC
- 2000 : Muktijoddha Sangsad KC
- 2001 : Abahani Limited
- 2002 : Mohammedan SC
- 2003 : Brothers Union
- 2004 : Brothers Union

### Championnat national
- 2000 : Abahani Limited (premier de la poule finale)
- 2001/02 : Mohammedan SC 0-0 Abahani Limited (6-5 tab)
- 2003 : Muktijoddha Sangsad KC 1-1 Mohammedan SC (3-2 tab)
- 2004 : Brothers Union 0-0 Muktijoddha Sangsad KC (4-2 tab)
- 2005/06 : Mohammedan SC 2-0 Abahani Limited

### B-League/Bangladesh League
- 2007 : Abahani Limited
- 2008-2009 : Abahani Limited
- 2009-2010 : Abahani Limited
- 2010-2011 : Sheikh Jamal
- Premier League du Bangladesh/BPL
- 2012 : Abahani Limited
- 2012-2013 : Sheikh Russell KC
- 2013-2014 : Sheikh Jamal
- 2015 : Sheikh Jamal
- 2016 : Abahani Limited Dacca
- 2017-2018 : Abahani Limited Dacca
- 2019 : Bashundhara Kings
- 2020 : Compétition abandonnée
- 2021 : Bashundhara Kings
- 2022 : Bashundhara Kings
- 2022-2023 : Bashundhara Kings
- 2023-2024 : Bashundhara Kings

## Meilleurs buteurs
| Année     | Nationalité          | Meilleur buteur            | Équipe                      | Buts |
| 2007      |                      | Elijah Obagbemiro Junior   | Brothers Union              | 16   |
| 2008-2009 |                      | Alamu Bukola Olalekan      | Dhaka Mohammedan            | 18   |
| 2009-2010 |                      | Enamul Haque               | Abahani Limited Dhaka       | 21   |
| 2010-2011 |                      | James Joseph               | Muktijoddha Sangsad KC      | 19   |
| 2012      |                      | Ismaël Bangoura            | Team BJMC                   | 17   |
| 2012-2013 |                      | Osei Morrison              | Dhaka Mohammedan            | 11   |
| 2013-2014 |                      | Wedson Anselme             | Sheikh Jamal Dhanmondi Club | 26   |
| 2015      |                      | Wedson Anselme             | Sheikh Jamal Dhanmondi Club | 18   |
| 2016      | Drapeau du Nigeria   | Sunday Chizoba             | Abahani Limited Dhaka       | 19   |
| 2017–18   | Drapeau de la Gambie | Solomon King Kanform       | Sheikh Jamal DC             | 15   |
| 2017–18   | Drapeau du Nigeria   | Raphael Odovin Onwrebe     | Sheikh Jamal DC             | 15   |
| 2018–19   | Drapeau du Nigeria   | Raphael Odovin Onwrebe     | Sheikh Russell KC           | 22   |
| 2019–20   | /                    | Eleta Kingsley             | Arambagh KS                 | 5    |
| 2019–20   | Drapeau du Nigeria   | Sunday Chizoba             | Abahani Limited Dhaka       | 5    |
| 2020–21   | Drapeau du Brésil    | Robson Azevedo da Silva    | Bashundhara Kings           | 21   |
| 2021–22   | Drapeau du Mali      | Souleymane Diabaté         | Dhaka Mohammedan            | 21   |
| 2022–23   | Drapeau du Brésil    | Dorielton Gomes Nascimento | Bashundhara Kings           | 20   |